# 图尔什苏 (舒沙)
图尔什苏，阿尔察赫称利萨格尔，阿塞拜疆共和国舒沙区下辖的一个镇，2023年被阿塞拜疆政府军收复之前是未受广泛承认的阿尔扎赫共和国舒沙区管辖的一个村庄。

## 地名源流
该地的亚美尼亚语名“利萨格尔”（Լիսագոր），阿塞拜疆记作“Lisoqor”，俄语记作，源自该地的原俄语地名“雷索戈尔”（Лысогор），含义为秃山，由意为“秃的、裸露的”的和意为“山”的组成。
该地的阿塞拜疆语名“图尔什苏”（‎），由意为“酸的”的“‎”和意为“水”的“‎”组成，源自该地附近的一个矿泉的名字。

## 历史
该村创建于20世纪初，时称“雷索戈尔”（Лысогор），属俄罗斯帝国伊丽莎白波尔省舒沙县。1914年，该村居民有36人，大部分是俄罗斯人。
苏联时期，雷索戈尔属阿塞拜疆苏维埃社会主义共和国纳戈尔诺-卡拉巴赫自治州舒沙区。1972年，图尔什苏在雷索戈尔国营农场附近建镇，镇名源自附近的矿泉，居民以阿塞拜疆族为主。在纳戈尔诺-卡拉巴赫战争期间，图尔什苏一直属于亚美尼亚和阿塞拜疆两国的交战地区，最终被亚美尼亚军队占领，并同其所在的舒沙区一道被划入宣布独立的纳戈尔诺-卡拉巴赫共和国，并被改称为利萨格尔。该镇原本的阿塞拜疆居民被驱离家园，被迫流落到阿塞拜疆其他地区，纳卡当局迁入的亚美尼亚族居民成为利萨格尔的主要居民。

## 人口
根据阿尔察赫人口普查数据，截至2015年，该村有居民130人。
| 年份   | 2005年 | 2008年 | 2009年 | 2010年 | 2015年 |
| 人口数 | 88     | 110    | 128    | 128    | 130    |